# Baía de Cabinda
Baía de Cabinda är en vik i Angola.   Den ligger i provinsen Kabinda, i den nordvästra delen av landet, 400 kilometer norr om huvudstaden Luanda.
Runt Baía de Cabinda är det ganska glesbefolkat, med 34 invånare per kvadratkilometer.